# Zasłonak płomienny

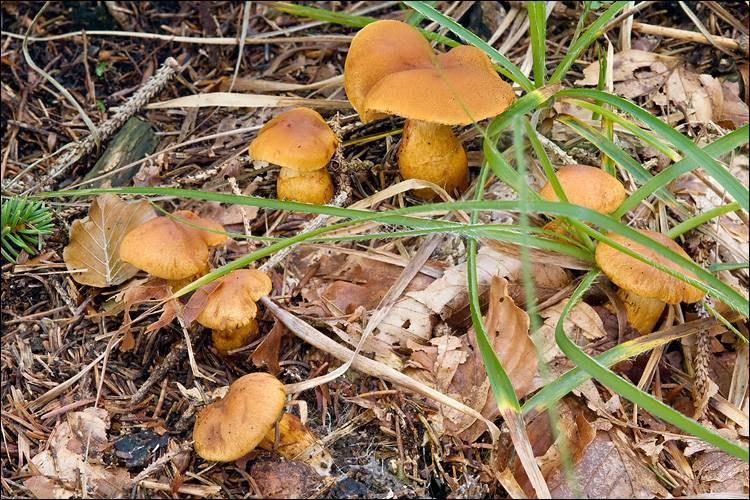

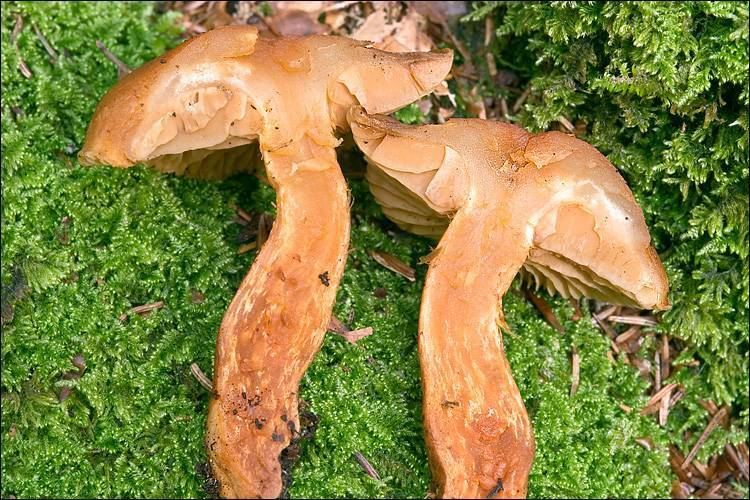

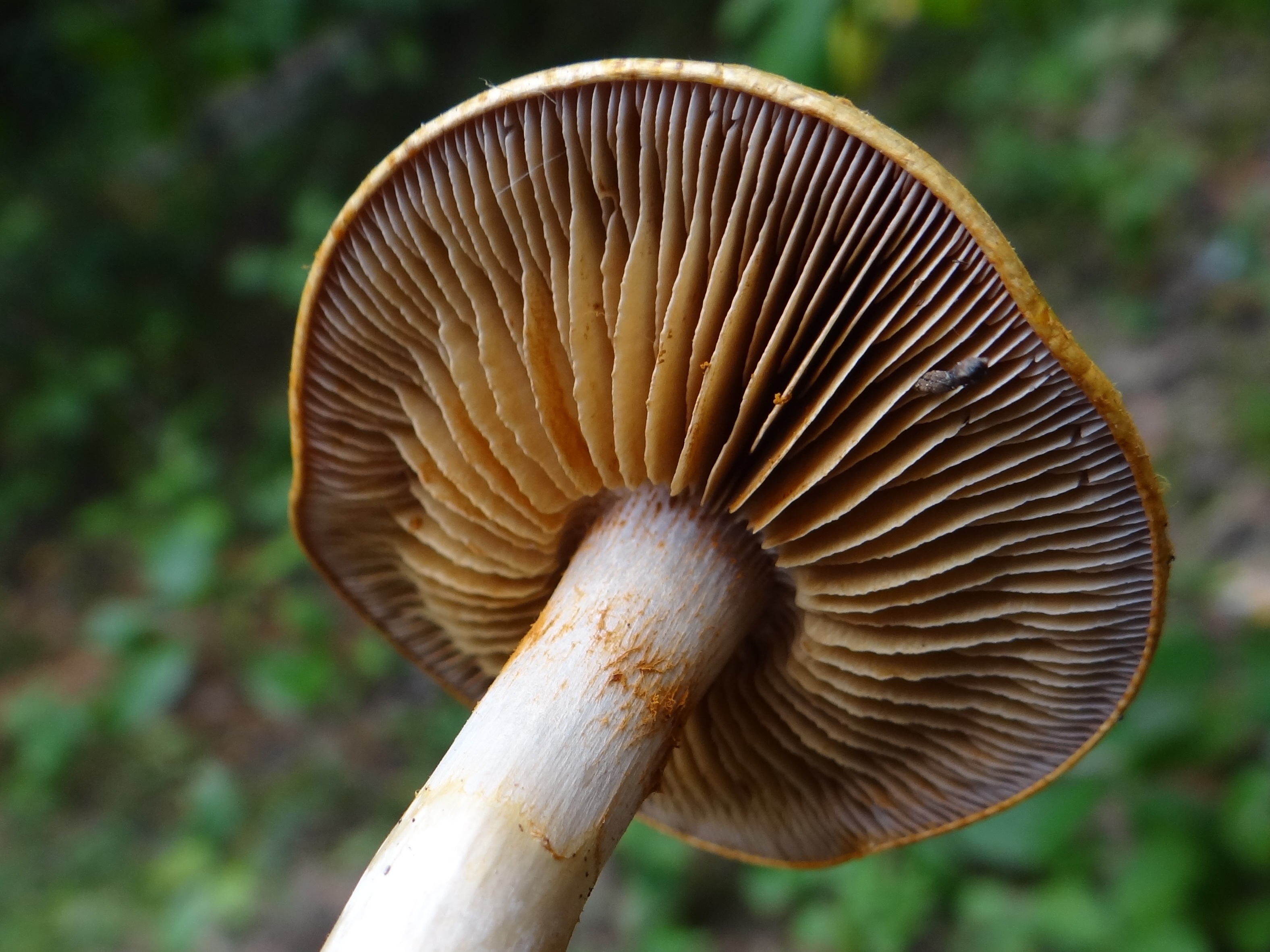

Zasłonak płomienny (Aureonarius callisteus (Fr.) Niskanen & Liimat.) – gatunek grzybów należący do rodziny zasłonakowatych (Cortinariaceae).

## Systematyka i nazewnictwo
Pozycja w klasyfikacji według Index Fungorum: Aureonarius, Cortinariaceae, Agaricales, Agaricomycetidae, Agaricomycetes, Agaricomycotina, Basidiomycota, Fungi.
Po raz pierwszy takson ten opisał w 1818 r. Elias Fries nadając mu nazwę Agaricus callisteus. Obecną nazwę nadali mu Tuula Niskanen i Kare Liimatainen w 2022 r.
Synonimy naukowe:

- Agaricus abruptus Fr. 1852
- Agaricus callisteus Fr. 1818
- Cortinarius callisteus var. abruptus (Fr.) Melot 2007
- Cortinarius callisteus (Fr.) Fr. 1838 var. callisteus
- Cortinarius callisteus var. infucatus (Fr.) Melot 2007
- Cortinarius infucatus Fr. 1861
- Flammula abrupta (Fr.) Sacc. 1887
- Gymnopilus abruptus (Fr.) Horniček 1984[2].

Nazwę polską nadał Andrzej Nespiak w 1975 r. Jest niespójna z aktualną nazwą naukową.

## Morfologia
Kapelusz
Zasłonak średniej wielkości. Średnica kapelusza (3) 4–8 cm, kształt początkowo półkulisty, później wypukły, na koniec płaski. Brzeg ostry. Powierzchnia sucha, pokryta drobnymi, ciemniejszymi włókienkami. Jest mięsisty i niehigrofaniczny. Ma barwę od żółtopomarańczowej do czerwonawej, w stanie wyschniętym jest jaśniejszy.
Blaszki
Średnio gęste, dość grube, o szerokości do 1 cm. U młodych owocników mają barwę jasnożółtą, później są coraz ciemniejsze; żótobrązowe, cynamonowobrązowe, rdzawobrązowe. Ostrza gładkie.
Trzon
Wysokość do 7 cm, grubość do 1,5 cm, kształt walcowaty, u podstawy nieco szerszy lub bulwiasty. Jest mocny, pełny. Powierzchnia łuseczkowata lub włókienkowata z żółtymi resztkami osłony, pomarańczowożółta, dołem czerwonobrązowa.
Miąższ
Gruby, mięsisty. W kapeluszu ma barwę żółtawą, w trzonie szafranową. Jest bez smaku, posiada natomiast nieprzyjemny zapach, nieco podobny do zapachu szamba
Cechy mikroskopowe
Pod działaniem KOH miąższ barwi się na ciemnoczerwono-brązowo. Zarodniki kuliste lub niemal kuliste, o rozmiarach (6,7) 7,0-8,4 (8,8) × (5,0) 5,8 – 6,6 (7,0) μm i drobnokolczastej powierzchni. Podstawki o rozmiarach 30–36 × 9–11 μm z 4 sterygmami. Strzępki ze sprzążkami.
Gatunki podobne
Wśród żółtych zasłonaków najbardziej podobne są: zasłonak cyrynowożółty (Cortinarius limonius) i zasłonak terowy (Cortinarius tofaceus).

## Występowanie i siedlisko
Opisano jego występowanie tylko w Ameryce Północnej i Europie. W Polsce jest rzadki. Znajduje się na Czerwonej liście roślin i grzybów Polski. Ma status V – gatunek narażony na wymarcie. Znajduje się na listach gatunków zagrożonych także w Niemczech, Holandii i Norwegii.
Rośnie na ziemi, w lasach iglastych, wśród mchów. Stanowiska opisane w polskim piśmiennictwie mykologicznych znajdują się w górskich lasach, pod sosnami. W innych krajach Europy opisano jego występowanie również w górskich lasach, ale pod świerkami i jodłami, rzadziej pod sosnami.

## Znaczenie
Grzyb mikoryzowy. Jest niejadalny, być może nawet trujący.